# Českodubská pahorkatina
Českodubská pahorkatina je geomorfologický okrsek v severozápadní části Turnovské pahorkatiny, ležící v okresech Liberec, Česká Lípa, Semily, Jablonec nad Nisou a Mladá Boleslav. Území okrsku vymezují sídla Český Dub a Hodkovice nad Mohelkou na severu, jihovýchodní cíp sahá k Turnovu, jih k soutoku Mohelky s Jizerou v Mohelnici n.J. a západ zasahuje do obory Židlov v oblasti zaniklé vsi Jabloneček.

## Charakter území

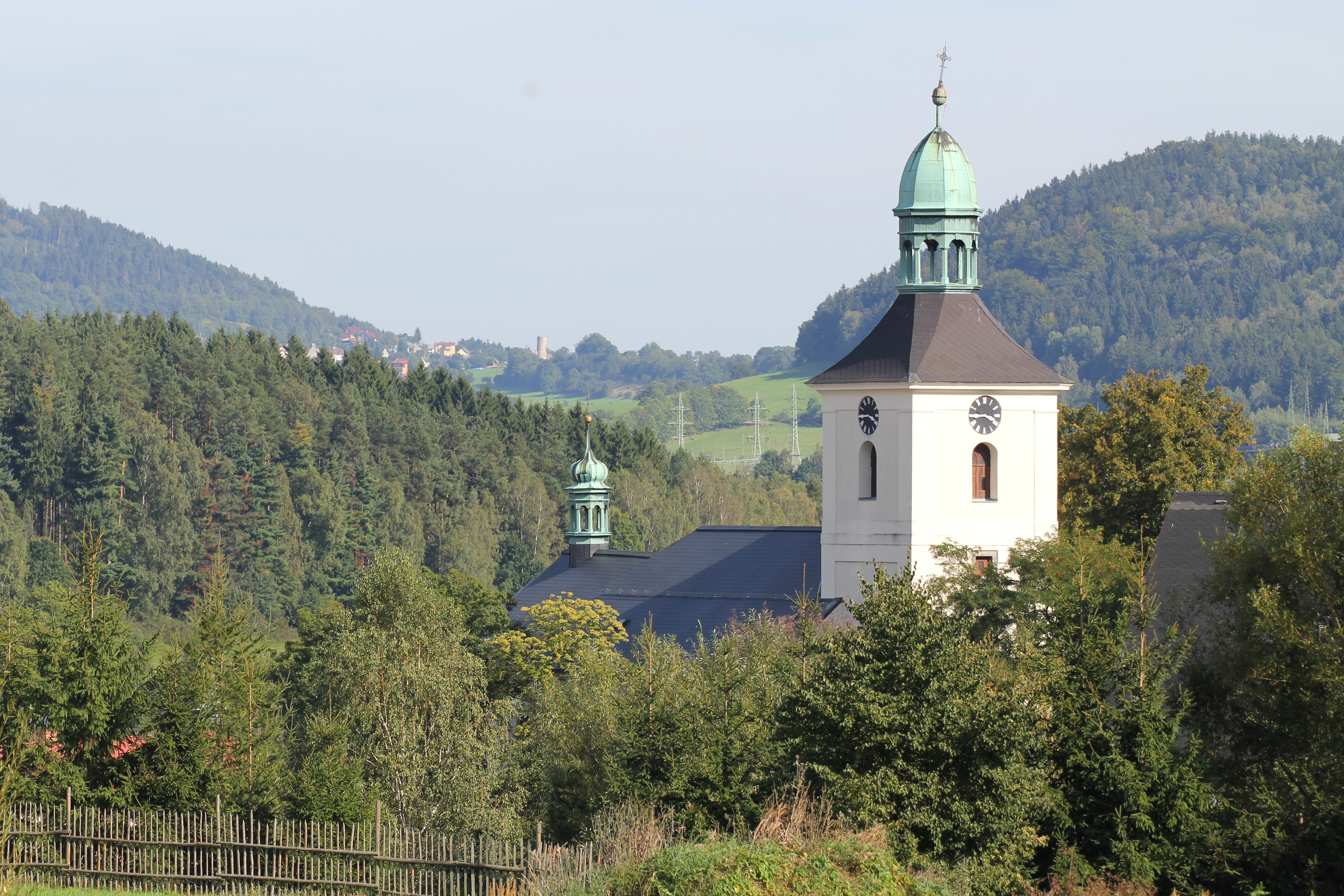
Kostel sv. Prokopa v Hodkovicích, vpředu vlevo Horka, vzadu vpravo Zabolky a vlevo Frýdštejn

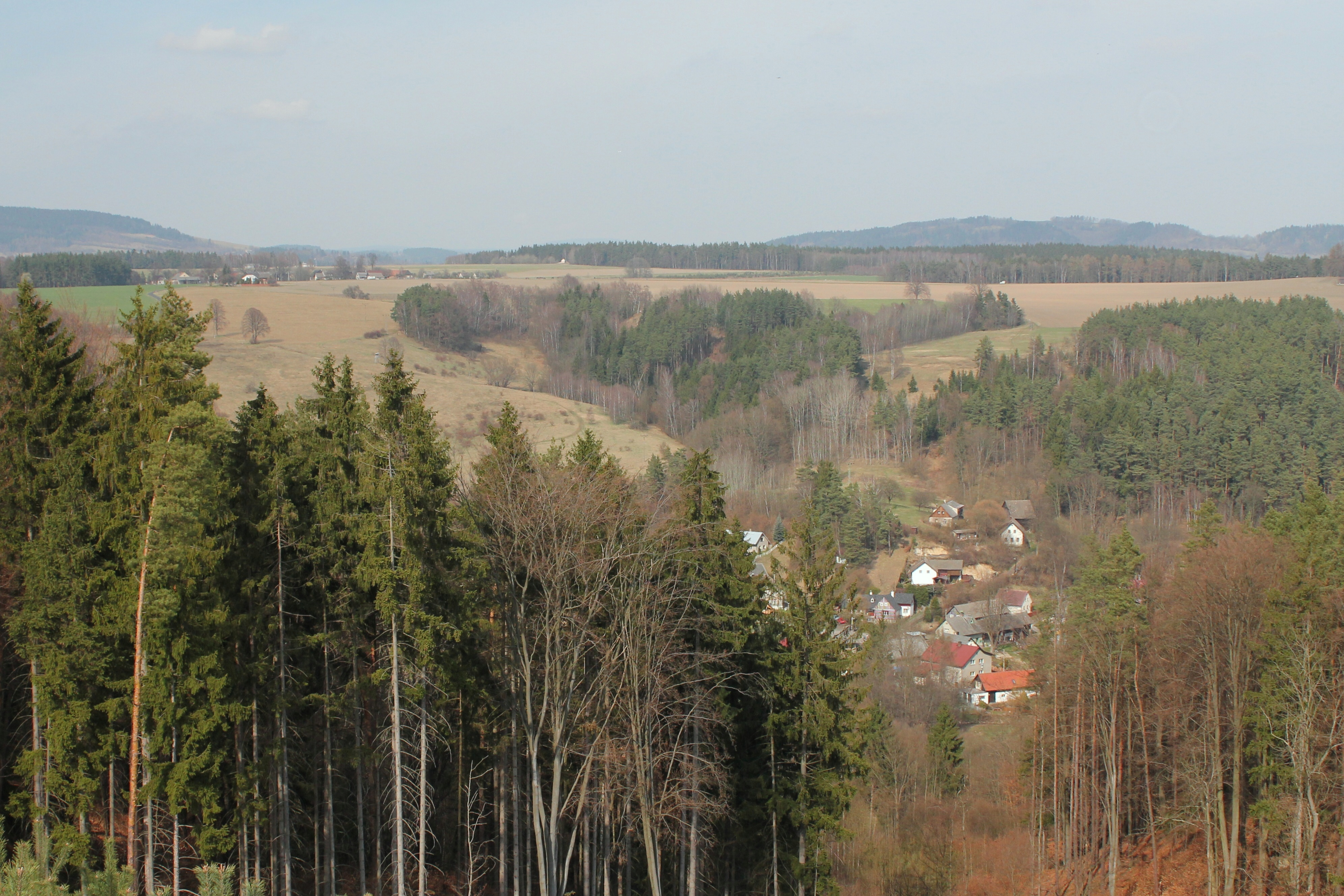
Ploché temeno Kostelního vrchu

Z chráněných území do okrsku zasahuje PřP Maloskalsko a PřPk Ještěd, dále je zde PP Ondříkovický pseudokrasový systém.

## Geomorfologické členění
Okrsek Českodubská pahorkatina náleží do celku Jičínská pahorkatina a podcelku Turnovská pahorkatina. Dále se člení na podokrsky Hodkovická kotlina, Letařovická pahorkatina na severu, Přibyslavická pahorkatina na západě a Chocnějovská pahorkatina na východě. Pahorkatina sousedí s dalšími okrsky Turnovské pahorkatiny (na jihu Mnichovohradišťská kotlina, na východě Turnovská stupňovina). Dále sousedí na severu s Ještědsko-kozákovským hřbetem, na západě s Ralskou pahorkatinou a na jihozápadě s Jizerskou tabulí.

## Významné vrcholy
Nejvyšším vrcholem Českodubské pahorkatiny jsou Zabolky (531 m n. m.).
- Zabolky (531 m), Letařovická pahorkatina
- Hrobka (487 m), Letařovická pahorkatina
- Kostelní vrch (456 m), Letařovická pahorkatina
- Kamenec (414 m), Chocnějovská pahorkatina
- Židlovská horka (409 m), Přibyslavická pahorkatina
- Jestřábí (405 m), Přibyslavická pahorkatina
- Horka (398 m), Hodkovická kotlina